# علم البوليمرات
علم البوليمرات (بالإنجليزية: Polymer science)‏ أو علم الجزيئات الكبيرة macromolecular science هو مجال فرعي من علم المواد يهتم بالبوليمرات، وخاصة البوليمرات الاصطناعية مثل لدائن البلاستيك والبوليمرات المرنة. يشمل مجال علم البوليمرات باحثين في تخصصات متعددة بما في ذلك الكيمياء والفيزياء والهندسة.

## التخصصات الفرعية
يشتمل هذا العلم على ثلاثة فروع رئيسة هي:
- كيمياء البوليمرات أو كيمياء الجزيئات الكبرى، وتهتم بالتركيب الكيميائي والخصائص الكيميائية للبوليمرات.
- علم فيزياء البوليمرات، ويهتم بالخصائص الفيزيائية للمواد البوليمرية وتطبيقاتها الهندسية. وعلى وجه التحديد، يسعى هذا المجال من البحث إلى تقديم الخصائص الميكانيكية والحرارية والإلكترونية والبصرية للبوليمرات فيما يتعلق بالفيزياء الأساسية التي تحكم البنية الدقيقة للبوليمرات. على الرغم من نشأتها كتطبيق للفيزياء الإحصائية على هياكل السلسلة، فقد تطورت فيزياء البوليمرات الآن إلى تخصص قائم بذاته.
- توصيف البوليمرات، يهتم بتحليل التركيب الكيميائي والشكل وتحديد الخصائص الفيزيائية فيما يتعلق بالمعاملات التركيبية والبنيوية.

## تاريخ علم البوليمرات
أول مثال حديث لعلم البوليمرات هو عمل هنري براكونوت في ثلاثينيات القرن التاسع عشر. حيث قام هنري، بالتعاون مع كريستيان شونباين وآخرين، بتطوير مشتقات من البوليمر الطبيعي السليلوز، مما أدى إلى إنتاج مواد شبه صناعية جديدة، مثل السليولويد وأسيتات السليلوز. وقد جرى صياغة مصطلح "البوليمر" في عام 1833 حيث صاغه يونس جاكوب بيرزيليوس، على الرغم من أن بيرزيليوس لم يفعل الكثير مما يمكن اعتباره ضمن علم البوليمر بالمعنى الحديث. في أربعينيات القرن التاسع عشر، اكتشف فريدريش لوديرسدورف وناثانيال هايوارد بشكل مستقل أن إضافة الكبريت إلى المطاط الطبيعي الخام (البولي إيزوبرين) يساعد على منع المادة من أن تصبح لزجة. في عام 1844 حصل تشارلز جوديير على براءة اختراع أمريكية لعملية الفلكنة للمطاط الطبيعي باستخدام الكبريت والحرارة. وكان توماس هانكوك قد حصل على براءة اختراع لنفس العملية في المملكة المتحدة في العام السابق. لقد أدت هذه العملية إلى تقوية المطاط الطبيعي ومنعه من الذوبان بالحرارة دون أن يفقد مرونته. وقد أتاح هذا إمكانية إنتاج منتجات عملية مثل المنتجات المقاومة للماء. كما سهّل أيضًا التصنيع العملي لمثل هذه المواد المطاطية. يمثل المطاط المبركن أول منتج ناجح تجارياً لأبحاث البوليمرات. في عام 1884، بدأ هيلير دي شاردونيه أول مصنع للألياف الصناعية يعتمد على السليلوز المتجدد، أو رايون الفسكوز، واستخدامه بديلًا للحرير، ولكنه كان قابلاً للاشتعال للغاية. في عام 1907، اخترع ليو بايكلاند أول بلاستيك صناعي، وكان عبارة عن راتنج فينول – متصلب بالحرارة يسمى الباكليت.
على الرغم من التقدم الكبير في تركيب البوليمرات، إلا أن الطبيعة الجزيئية للبوليمرات لم تكن مفهومة حتى عمل هيرمان شتاودينجر في عام 1922. قبل عمل ستودينجر، كان يُفهم  طبيعة مواد البوليمرات من حيث نظرية الارتباط أو نظرية التجميع، والتي نشأت مع توماس جراهام في عام 1861. اقترح جراهام أن السليلوز والبوليمرات الأخرى عبارة عن غرويات، وهي مجموعات من الجزيئات ذات الكتلة الجزيئية الصغيرة المرتبطة بقوة بين الجزيئات غير معروفة. كان هيرمان شتاودينجر أول من اقترح أن البوليمرات تتكون من سلاسل طويلة من الذرات المرتبطة ببعضها البعض بواسطة روابط تساهمية. استغرق الأمر أكثر من عقد من الزمان حتى اكتسب عمل شتاودينجر قبولًا واسع النطاق في المجتمع العلمي، وقد حصل على جائزة نوبل عن هذا العمل في عام 1953.
لقد شهدت فترة الحرب العالمية الثانية ظهور صناعة البوليمرات التجارية القوية. إن العرض المحدود أو المقيد للمواد الطبيعية مثل الحرير والمطاط استلزم زيادة إنتاج البدائل الاصطناعية، مثل النايلون والمطاط الاصطناعي. وعلى مدى السنوات الماضية، استمر تطوير البوليمرات المتقدمة مثل الكيفلار والتيفلون في دعم صناعة البوليمرات القوية والمتنامية.
وقد انعكس النمو في التطبيقات الصناعية من خلال إنشاء برامج أكاديمية ومعاهد بحثية قوية. في عام 1946، أنشأ هيرمان مارك معهد أبحاث البوليمرات في كلية بوليتكنيك بروكلين، وهو أول منشأة بحثية في الولايات المتحدة مخصصة لأبحاث البوليمرات. كما يُعرف مارك أيضًا بأنه رائد في إنشاء المناهج وطرق التدريس في مجال علوم البوليمرات. في عام 1950، تأسس قسم POLY في الجمعية الكيميائية الأمريكية، ومنذ ذلك الحين نما ليصبح ثاني أكبر قسم في هذه الجمعية وصار به ما يقرب من 8000 عضوًا. لقد قال فريد دبليو بيلماير الابن، أستاذ الكيمياء التحليلية ذات مرة: "على الرغم من أن ندرة التعليم في مجال علم البوليمرات تتضاءل ببطء، إلا أنها لا تزال واضحة في العديد من المجالات. والأمر الأكثر سوءًا هو أن هذا الأمر يبدو موجودًا، ليس بسبب نقص الوعي، بل بسبب نقص الاهتمام".

## جوائز نوبل المتعلقة بعلم البوليمرات
مُنح العديد من الباحثين جوائز نوبل في الفيزياء والكيمياء بسبب ما قدموه في مجال علم البوليمرات. وهذا سرد للجوائز والحاصلين عليها من الأحدث إلى الأقدم:

2005 (كيمياء) روبرت جروبس، وريتشارد شروك، وإيف شوفين لعملية التبادل الأوليفيني.
2002 (الكيمياء) جون بينيت فين، وكويتشي تاناكا، وكورت ووثريتش لتطوير أساليب تحديد وتحليل بنية الجزيئات الحيوية الكبيرة.
2000 (الكيمياء) آلان جي ماكديارميد، وآلان جيه هيجر، وهيديكي شيراكاوا لعملهم على البوليمرات الموصلة، مما ساهم في ظهور الإلكترونيات الجزيئية.
1991 (فيزياء) بيير جيل دي جينس لتطوير نظرية معممة للتحولات الطورية مع تطبيقات خاصة لوصف الترتيب والتحولات الطورية في البوليمرات.
1974 (الكيمياء) بول جيه فلوري لمساهماته في الكيمياء البوليمرية النظرية.
1963 (الكيمياء) جوليو ناتا وكارل زيجلر لمساهماتهما في تركيب البوليمرات.(تحفيز زيجلر-ناتا).
1953 (الكيمياء) هيرمان شتاودينجر لمساهماته في فهم الكيمياء الجزيئية الكبيرة.